# Ophthalmothule
Ophthalmothule (che significa "occhio del nord") era un genere di plesiosauro criptoclidide vissuto tra la fine del Giurassico superiore (Titoniano) e l'inizio del Cretacico inferiore (Berriasiano), i cui resti sono stati ritrovati nelle Isole Svalbard, in particolare nella Formazione Agardhfjellet. Il genere contiene una sola specie, Ophthalmothule cryostea.

## Descrizione
Ophthalmothule raggiungeva una lunghezza di 5 m. Una particolarità di questo plesiosauro è la presenza di orbite di grandi dimensioni, che suggeriscono una specializzazione nella caccia notturna e/o in acque profonde. I resti dell'esemplare olotipico comprendono gran parte della metà anteriore del corpo, compresi testa e vertebre cervicali. Insieme ad Abyssosaurus è uno dei criptoclididi più recenti noti dalle regioni boreali.